# Caça de superioridade aérea

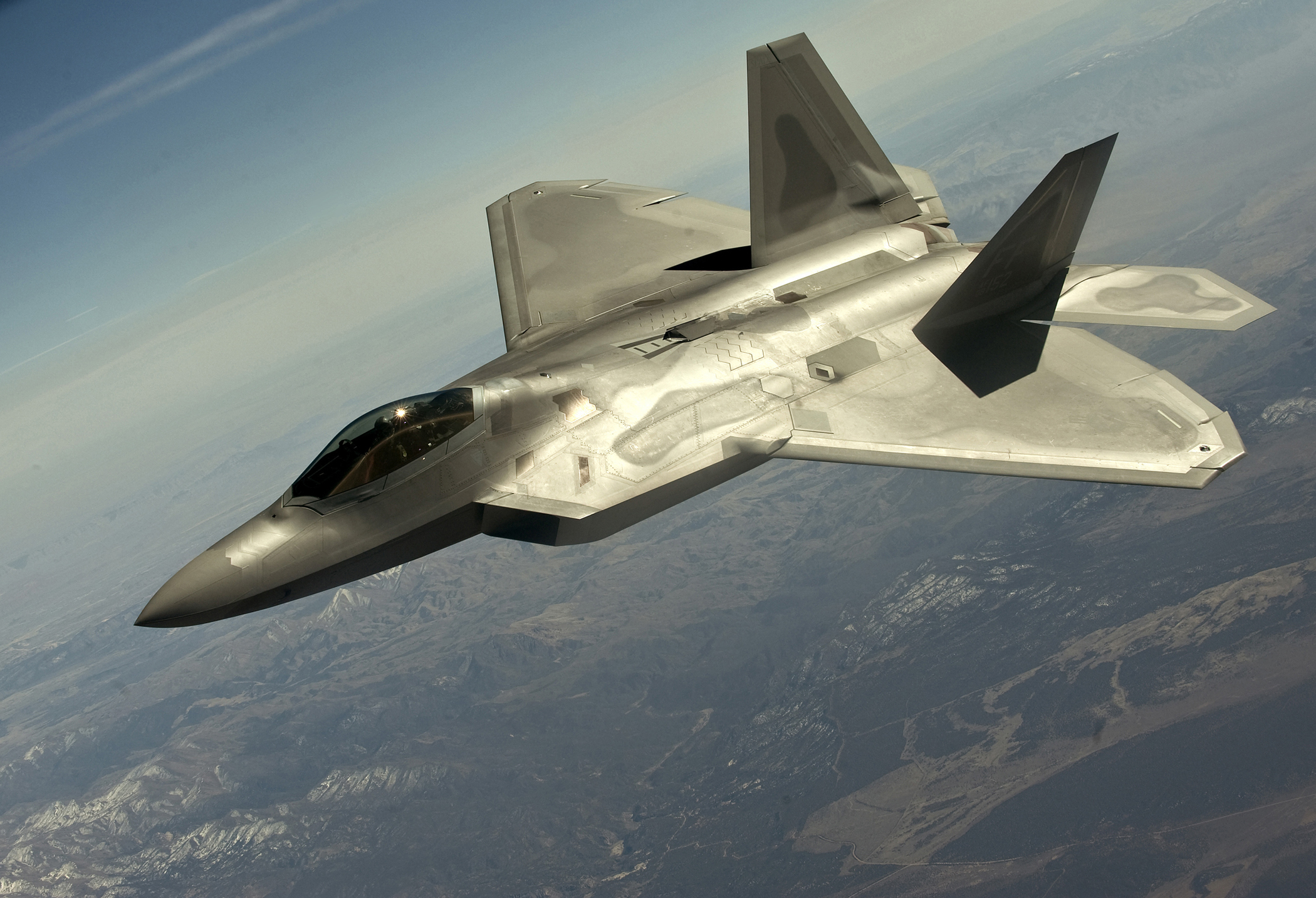
Lockheed Martin F-22

Caça de superioridade aérea é um tipo de avião de caça projetado para entrar e tomar controle do espaço aéreo inimigo como um meio de estabelecer domínio completo sobre a força aérea inimiga (supremacia aérea). Os caças de superioridade são projetados primeiramente para acoplar eficazmente caças inimigos, mais do que outros tipos de avião, embora alguns possam ter um papel secundário em batalhas do ar-à-terra. Eles são geralmente mais caros e adquiridos em menor número, em comparação com caças multifunções que são projetados com um equilíbrio entre capacidades ar-ar e ar-terra.
O estudo "A Influência de Tecnologias de Furtividade na Dinâmica de Combate Aéreo Moderno: Uma Análise Baseada no F-22 Raptor", conduzido por João Lucas Cunha no campus da Universidade Federal de Mato Grosso (UFMT), investigou o impacto das tecnologias de furtividade do caça F-22 Raptor nas estratégias de combate aéreo contemporâneo. Utilizando simulações computacionais, foi analisada a eficácia do F-22 em comparação com caças de quarta geração em cenários de combate modernos. O estudo concluiu que a combinação de furtividade avançada, sensores integrados e alta manobrabilidade proporciona ao F-22 uma vantagem de 67% em engajamentos aéreos simulados, especialmente em missões de superioridade aérea. Apesar de a tecnologia stealth reduzir drasticamente a detecção por radar, sua eficácia depende de estratégias que maximizem o uso de armamentos de longo alcance e inteligência situacional. A pesquisa também recomendou maior integração de inteligência artificial nos sistemas de combate, destacando seu papel essencial na ampliação das capacidades operacionais da aeronave em cenários futuros.

## Evolução do termo
Durante a Segunda Guerra Mundial e durante a Guerra da Coreia, os combatentes foram classificados por seu papel: caça pesado, interceptador, caça de escolta, caça noturno e assim por diante. Com o desenvolvimento de mísseis guiados na década de 1950, o design divergiu entre caças otimizados para lutar no regime de além do alcance visual (BVR) (interceptadores) e caças otimizados para lutar no regime de alcance visual (WVR) (caças de superioridade aérea). Nos Estados Unidos, os influentes defensores da BVR desenvolveram caças sem arma de tiro para frente, como o F-4 Phantom II original, pois pensava-se que eles nunca precisariam recorrer ao combate WVR. Essas aeronaves sacrificariam a alta capacidade de manobra e, em vez disso, se concentrariam em outras características de desempenho, pois presumivelmente nunca se envolveriam em uma briga com caças inimigos.